# Parafia Wszystkich Świętych w Jedlnie
Parafia Wszystkich Świętych w Jedlnie – parafia rzymskokatolicka, znajdująca się w archidiecezji częstochowskiej, w dekanacie Brzeźnica nad Wartą, erygowana w 1962 roku.